# Don't Waste Your Time
Don't Waste Your Time è un brano musicale della cantante statunitense Kelly Clarkson, pubblicato come singolo nel 2007.

## Il brano
Si tratta del quarto brano estratto dal terzo album dell'artista My December. Il brano è stato scritto dalla stessa Kelly Clarkson con Fredrik Rinman, Jimmy Messer, Malcolm Pardon e prodotto da David Kahne.

## Il video
Il video del brano è stato diretto da Roman White.

## Tracce
Download digitale
1. Don't Waste Your Time - 3:35